# Bảo tàng Lịch sử Tự nhiên Krystyna và Włodzimierz Tomków ở Ciężkowice
Bảo tàng Lịch sử Tự nhiên Krystyna và Włodzimierz Tomków ở Ciężkowice (tiếng Ba Lan: Muzeum Przyrodnicze im. Krystyny i Włodzimierza Tomków w Ciężkowicach) là một bảo tàng tọa lạc tại số 34 Phố 3 tháng 5, Ciężkowice, Ba Lan. Bảo tàng nằm trong cơ cấu tổ chức của Trung tâm Văn hóa và Xúc tiến của Xã Ciężkowice.

## Lược sử hình thành
Bảo tàng Lịch sử Tự nhiên Krystyna và Włodzimierz Tomków ở Cóężkowice được thành lập vào năm 1989. Lúc đầu, trụ sở của Bảo tàng là một tòa nhà thuộc sở hữu của Công xã Ciężkowice. Từ tháng 12 năm 2011, trụ sở của Bảo tàng chuyển đến địa điểm hiện tại.
Lịch sử của bộ sưu tập của Bảo tàng có liên quan mật thiết đến Włodzimierz Tomek. Ông cùng vợ là Krystyna đã thu thập các hiện vật trong hơn 50 năm và hành động để bảo vệ thiên nhiên. Trước đây, các bộ sưu tập được trưng bày cho khách tham quan tại ngôi nhà chung cư của gia đình Tomków ở Phố St. Andrzej. Sau khi Włodzimierz Tomek qua đời, các bộ sưu tập này được xã mua từ gia đình bằng kinh phí từ Quỹ Bảo vệ Môi trường tỉnh ở Tarnów.  

## Triển lãm
Bộ sưu tập của Bảo tàng Lịch sử Tự nhiên Krystyna và Włodzimierz Tomków ở Ciężkowice hiện đang bao gồm khoảng 200 loài chim được trình bày theo bộ và họ. Trong số các loài quý hiếm, có hơn 20 loài nằm trong Sách Đỏ về Động vật của Ba Lan, bao gồm cả những loài đã tuyệt chủng. Ngoài ra, Bảo tàng còn có bộ sưu tập côn trùng học bao gồm khoảng nửa nghìn loài côn trùng (chủ yếu là bướm), và các thứ khác.

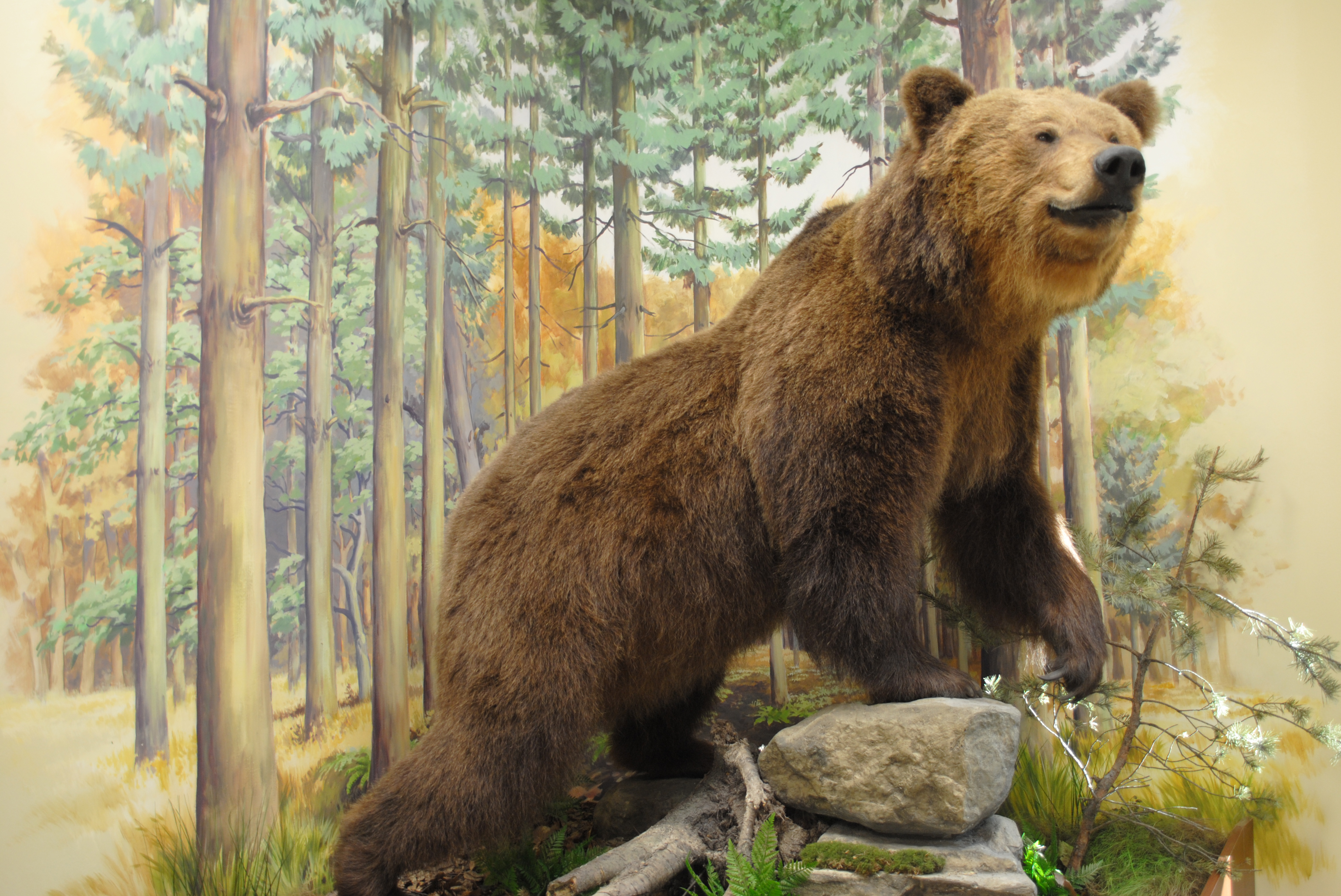
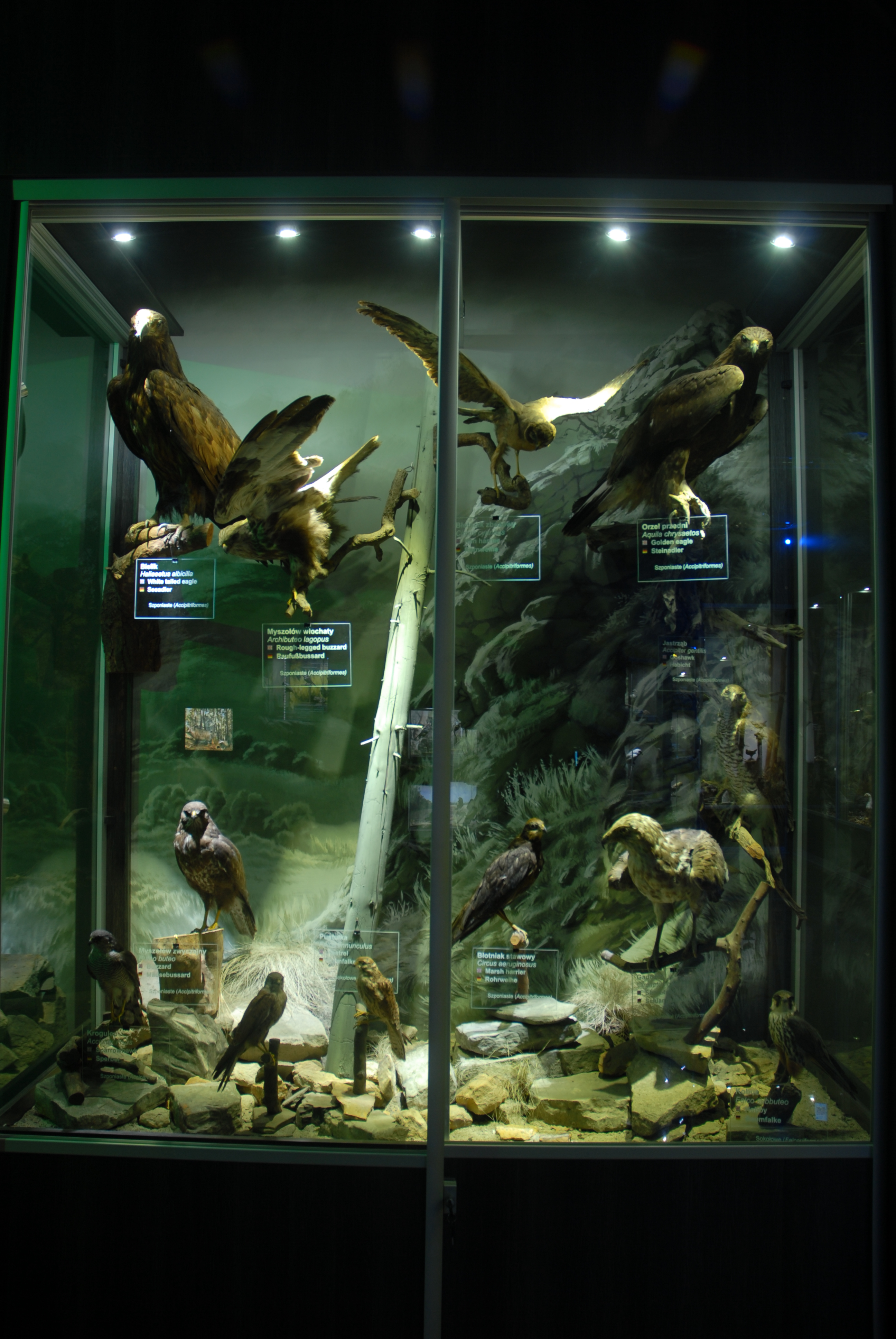